# Orde van de Zwarte Adelaar (Albanië)

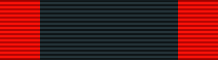
Orde van de Zwarte Adelaar

De Orde van de Zwarte Adelaar (Albanees: Urdhëri i Shqiponjës së Zezë) is de oudste van de Albanese ridderorden. De Orde werd op 26 maart 1914 ingesteld door  Wilhelm Prins van Wied en was daarmee de eerste ridderorde van het pas onafhankelijk geworden Albanië. De orde kende de gebruikelijke vijf klassen en drie medailles. De orde werd onder President Zog en Koning Zog I niet meer verleend of gebruikt en werd in 1945 door de communistische Albanese regering afgeschaft.
Het lint was zwart met een rode bies. Het kleinood was een zespuntige ster zonder kroon. Op de zes punten waren ballen aangebracht.